# Mission Antarctique
 (mai 2021).
Si vous disposez d'ouvrages ou d'articles de référence ou si vous connaissez des sites web de qualité traitant du thème abordé ici, merci de compléter l'article en donnant les références utiles à sa vérifiabilité et en les liant à la section « Notes et références ».

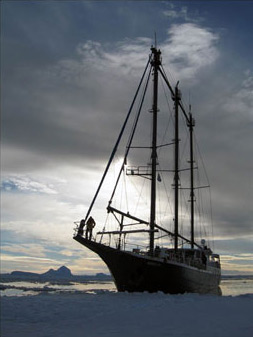
Le voilier Sedna IV dans le pack de l'océan Austral durant l'expédition.

Mission Antarctique est le nom d'une mission scientifique et cinématographique québécoise en Antarctique sous la direction du biologiste et cinéaste Jean Lemire, à bord du voilier océanographique Sedna IV. Ce dernier navigua jusqu'à la limite des glaces du pôle Sud pour documenter l'effet des changements climatiques.
Un important programme de recherche scientifique a été au cœur de l'expédition. Le protocole scientifique, élaboré grâce à la collaboration de chercheurs de plusieurs pays, couvrait plusieurs champs d'activité, de la biologie à l'océanographie, en passant par la climatologie et la glaciologie. Une importante étude comportementale sur les effets de l'isolement dans des conditions extrêmes était également au programme de recherche (en collaboration avec la NASA et UBC).
Tout au long de l'aventure humaine qui s'échelonna de septembre 2005 à novembre 2006, le public a été invité à suivre l'expédition pour partager et comprendre sa mission. Le film Mission Antarctique a été réalisé en 2007 par Jean Lemire, le chef de la mission.